# Ferdinand Schwarz
Ferdinand Schwarz (* 13. dubna 1941) je bývalý slovenský fotbalista, obránce.

## Fotbalová kariéra
Hrál za Jednotu Trenčín. V československé lize nastoupil ve 154 utkáních a dal 4 góly. Za juniorskou reprezentaci nastoupil v roce 1964 ve 2 utkáních.

## Ligová bilance
| Ročník                                     | Zápasy | Góly | Klub            |
| ------------------------------------------ | ------ | ---- | --------------- |
| 1. československá fotbalová liga 1963/1964 | 13     | 0    | Jednota Trenčín |
| 1. československá fotbalová liga 1964/1965 | 19     | 0    | Jednota Trenčín |
| 1. československá fotbalová liga 1965/1966 | 2      | 0    | Jednota Trenčín |
| 1. československá fotbalová liga 1966/1967 | 25     | 2    | Jednota Trenčín |
| 1. československá fotbalová liga 1967/1968 | 20     | 1    | Jednota Trenčín |
| 1. československá fotbalová liga 1968/1969 | 16     | 0    | Jednota Trenčín |
| 1. československá fotbalová liga 1969/1970 | 23     | 1    | Jednota Trenčín |
| 1. československá fotbalová liga 1970/1971 | 29     | 0    | Jednota Trenčín |
| 1. československá fotbalová liga 1971/1972 | 7      | 0    | Jednota Trenčín |
| CELKEM 1. liga                             | 154    | 4    |                 |